# Konohana no Sakuya hime
Konohana no Sakuya hime (木花之佐久夜毘売/コノハナサクヤヒメ), també coneguda com Konohana Sakuya bime, Sakuya hime o Sengen i altres variant del mateix nom, és la deitat o kami xintoista del mont Fuji i els volcans a la mitologia japonesa; també és la princesa de la floració i símbol de la delicada vida terrenal. És sovint considerada present en la vida japonesa, ja que el seu símbol és el sakura o cirerer florit.
Existeixen jinja o santuaris xintoistes construïts al mont Fuji en honor de Konohana Sakuya, coneguts col·lectivament com a santuaris d'Asama (Asama jinja) o santuaris de muntanya. Es creu que ella manté el mont Fuji sense erupcions, però els seus santuris del mont Kirishima, a la prefectura de Miyazaki, han estat repetidament destruïts per erupcions volcàniques. També és coneguda per haver reduït la grandària de la serra de Yatsugatake degut a que era més gran que el Fuji.
El nom de la deessa, Kono-hana-sakuya-hime, traduït al català vol dir "Princesa que fa florir les flors dels arbres", tot i que també és àmpliament coneguda com a Sengen. Konohana Sakuya és filla d'Ōyamatsumi, Déu de les muntanyes i esposa del deu Ninigi, net de la deessa Amaterasu. Amb Ninigi va tindre tres fills: Hoderi, Déu de les riqueses de la mar; Hosuseri i Hoori, Déu dels cereals i el gra.

## Santuaris

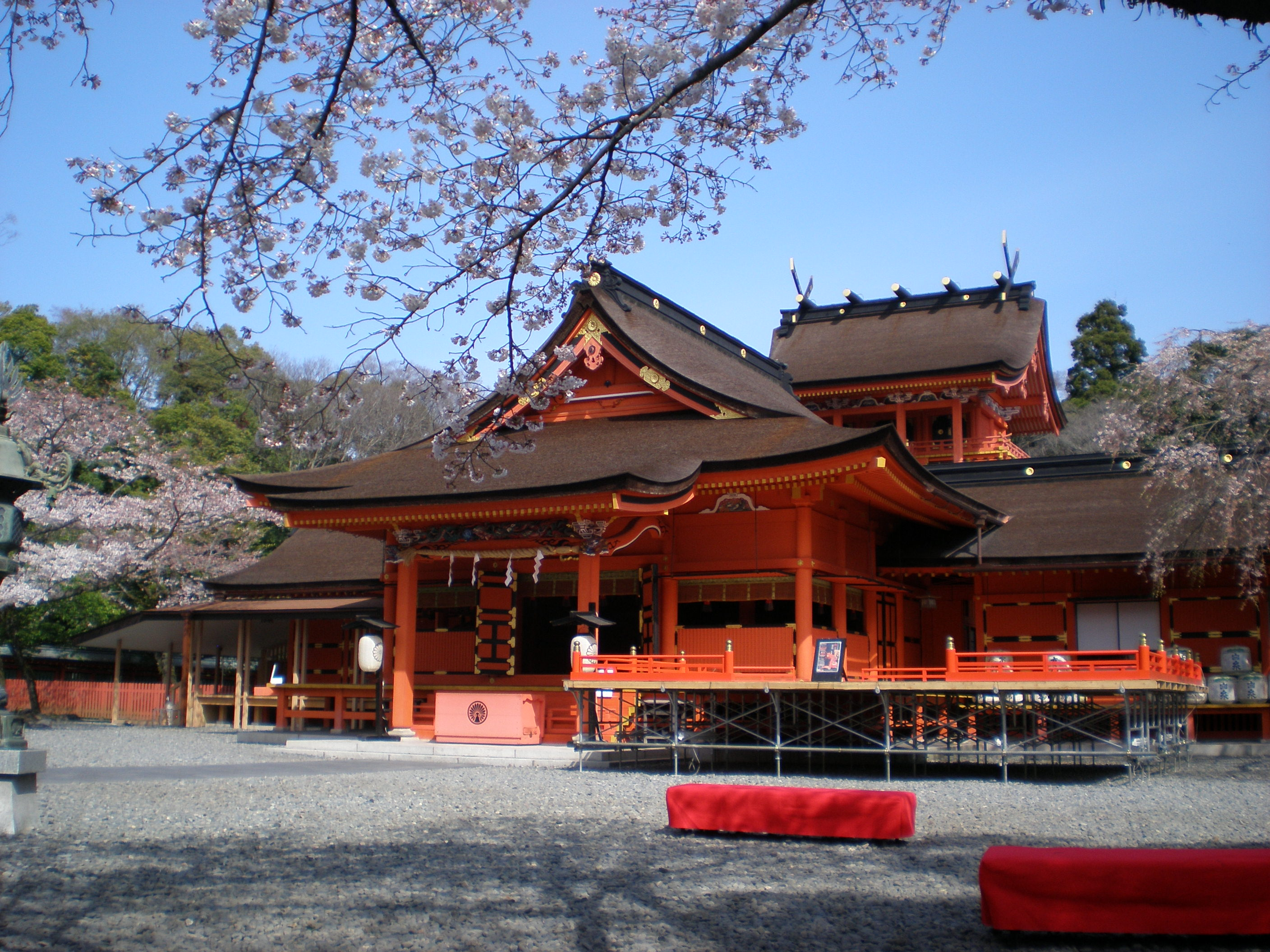
Santuari al mont Fuji

Els santuaris on es venera a Sakuya hime es troben localitzats sempre a les muntanyes, atés que és la seua advocació i molts d'ells a la prefectura de Miyazaki, d'on prové la seua devoció.
- Fujisan Hongū Sengen Taisha (Fujinomiya, prefectura de Shizuoka).
- Santuari de Koyasu (Ise, prefectura de Mie).
- Santuari de Tsuma (Saito, prefectura de Miyazaki).
- Santuari de Konohana (Miyazaki, prefectura de Miyazaki).
- Santuari de Takachiho (Takachiho, prefectura de Miyazaki).
- Santuari de Kirishima (Kirishima, prefectura de Kagoshima).
- Santuari de Nitta (Satsuma-Sendai, prefectura de Kagoshima).
- Santuari de Ōyamazumi (Imabari, prefectura d'Ehime).
- Santuari d'Agata (Uji, prefectura de Kyoto).
- Santuari de Sakurai-Koyasu (Asahi, prefectura de Chiba).